# رودلف هيل
رودلف هيل (بالألمانية: Rudolf Hell)‏ هو مهندس ومخترِع ألماني، ولد في 19 ديسمبر 1901 في Schierling ‏ في ألمانيا، وتوفي في 11 مارس 2002 في كيل في ألمانيا.

## وصلات خارجية
- رودلف هيل على موقع مونزينجر (الألمانية)